# دیانا پالیسکا
دیانا پالیسکا (بلغاری: Диана Палийска؛ زادهٔ ۲۰ اوت ۱۹۶۶) قایقران کانو اهل بلغارستان است.